# Tylogonus auricapillus
Tylogonus auricapillus là một loài nhện trong họ Salticidae.
Loài này thuộc chi Tylogonus. Tylogonus auricapillus được Eugène Simon miêu tả năm 1902.